# 王庆江
王庆江（1956年—），黑龙江延寿县人。汉族。加入中国共产党。黑龙江大学政治经济学专业毕业。
2016年10月，到龄卸任黑龙江省财政厅厅长职务。
2013年，当选第十二届全国人民代表大会黑龙江地区代表。